# 통영고등학교 축구부
통영고등학교 축구부는 경상남도 통영시에 위치한 통영고등학교의 축구부로 1946년에 창단되었다. 중간에 축구단해체 등 어려움을 극복하고 2001년 재창단하여 축구명문의 위상을 되찾기 위해 노력 중이다.
프로 출신인 윤신영 감독과 2025년 6월 취임한 공재필 후원회장을 중심으로 팀이 재구성되고 있다.

## 참고 문헌
- “KFA 통합경기정보 시스템”. 대한축구협회.

## 같이 보기
- 통영고등학교